# Jules-Maurice Quesnel
Jules-Maurice Quesnel (Julien-Maurice Quesnel; * 25. Oktober 1786 in Montreal; † 20. Mai 1842 ebenda) war ein kanadischer Geschäftsmann, Forschungsreisender und Politiker.
Der Sohn des Komponisten Joseph Quesnel besuchte gleich seinem Bruder Frédéric-Auguste das Collège Saint-Raphaël in Montreal (1797–99). Um 1804 wurde er Mitarbeiter der North West Company, für die er 1805 als Assistent von David Thompson Ausrüstung für eine Expedition in die Rocky Mountains transportierte. Nach der Teilnahme an der Expedition wurde er 1807 zu Simon Fraser nach Neukaledonien geschickt, den er 1808 auf Reise flussabwärts auf dem Fluss begleitete, der später Frasers Namen erhielt.
1811 kehrte er nach Montreal zurück, wo er Leutnant (ab 1825 Hauptmann) eines Bürgerwehr-Bataillons wurde. Er betätigte sich in der Folgezeit als Geschäftsmann und wurde 1815 Partner in Laurent Quetton St Georges Firma Quetton St George and Company, die er 1820 gemeinsam mit John Spread Baldwin übernahm. Bis 1832 leitete er mit Baldwin das Unternehmen, das Handel mit Getreide und Mehl betrieb. Danach zog er sich vom Geschäftsleben zurück.
Von 1830 bis 1839 war er Warden des Trinity House, danach bis 1842 Deputy Master. Zur gleichen Zeit (1830–36) war er auch, gemeinsam mit George Moffatt, Mitglied der Hafenkommission. 1836–37 war er als Nachfolger von George Auldjo Vorsitzender des Montreal Committee of Trade. In den Auseinandersetzungen um die Unabhängigkeit Kanadas in den 1830er Jahren stellte er sich auch die Seite der Kolonialregierung und gehörte 1838 zu den Gründern der Association Loyale Canadienne du District de Montréal. Von 1840 bis zu seinem Tode war er Stadtrat von Montreal, ab 1841 Mitglied des Legislative Council of the Province of Canada.
Während der Expedition 1908 benannte Fraser einen Fluss nach Quesnel (Quesnel River), weiterhin wurden der Quesnel Lake und die Stadt Quesnel in British Columbia nach ihm benannt.